# Mantisa

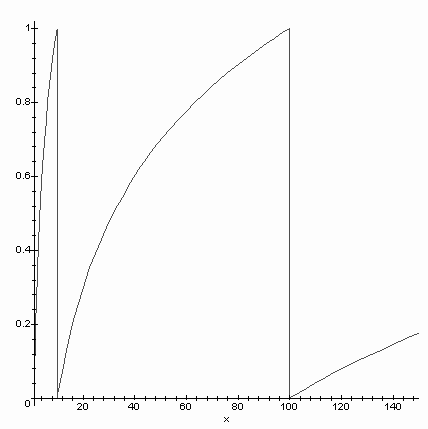
Gráfico de la función mantisa del logaritmo en base 10.

Originalmente, en el ámbito de los logaritmos, la mantisa de un logaritmo decimal es su parte decimal o fraccionaria.
- En el logaritmo decimal {\displaystyle \log _{10}\left(123.7585\right)\approx 2,092575} {\displaystyle \scriptstyle =\log _{10}\left(100\times 1,237585\right)}, la característica es 2, porque {\displaystyle \scriptstyle \log _{10}\left(100\right)=2}, y su mantisa es {\displaystyle \log _{10}\left(1,237585\right)=0,092575}.

La mantisa siempre es un valor positivo mayor que cero e inferior a 1, puesto que se origina del logaritmo en base 10 de un número mayor que cero, y menor que diez. La característica es la parte entera que representa la magnitud del número, la magnitud de su antilogaritmo expresada en número de posiciones del punto decimal.
Por extensión, a veces también se llama mantisa al significando o cifras significativas de un número expresado en notación científica, aunque William Kahan, principal creador del estándar IEEE 754, y Donald E. Knuth, siempre defendieron que "mantisa" era un término incorrecto usado en este contexto, puesto que no coincide su interpretación matemática.

## Definición
Es en este sentido que se habla de mantisa y característica de un logaritmo decimal.. La mantisa se define como el logaritmo (en base 10) de un número con magnitud normalizada para tomar un valor mayor que uno y menor que diez, y este logaritmo es, por tanto, siempre mayor que cero y menor que uno, en tanto que la característica es la parte entera de este valor, y representa la magnitud de forma logarítmica del número que se ha normalizado, que será negativa para números menores que uno.
En palabras más sencillas, la mantisa es la parte decimal o fraccionaria del valor del logaritmo (en base 10) de un número, y la característica la parte entera:
- En log10(123,7) = {\displaystyle \scriptstyle \log _{10}\left(10^{2}\times 1.237\right)} = {\displaystyle \scriptstyle \log _{10}\left(10^{2}\right)+\log _{10}\left(1.237\right)} {\displaystyle \approx } 2 + 0.09237 = 2.09237, la característica es 2 y la mantisa es 0.09237
- En valores menores a 1 se usa característica negativa: log10(0.012) = {\displaystyle \scriptstyle \log _{10}\left(10^{-2}\times 1.2\right)} = {\displaystyle \scriptstyle \log _{10}\left(10^{-2}\right)+\log _{10}\left(1.2\right)}= {\displaystyle \scriptstyle -2+\log _{10}(1.2)} {\displaystyle \approx } -2 + 0.07918 = -1.92082, la característica es -2 y la mantisa (positiva) es 0.07918.
- En este contexto carece de sentido referirse al logaritmo de cero (infinito negativo) ni a valores negativos (cuyo resultado sería un número complejo).

La mantisa del logaritmo decimal de un número x mayor que cero  es igual a un número real m tal que 0  ≤ m ≤ 1 definido por la fórmula:

{\displaystyle m(x)=\log _{10}(x)-C=\log _{10}(x)-\lfloor \log _{10}(x)\rfloor }

donde C es la característica o parte entera de {\displaystyle \scriptstyle \log _{10}(x)}.
Como consecuencia de la definición, los números {\displaystyle \log _{10}(x)} y {\displaystyle \log _{10}(10^{k}x)} tienen igual mantisa, para todo número entero k.
Ya se ha comentado que es incorrecto su uso como significando o cifras significativas de un número expresado en notación científica.
En ocasiones, sencillamente por analogía o generalización, se menciona la mantisa como la función que devuelve la parte fraccionaria de un número real x, por ser un concepto muy "intuitivo", obviando su definición como logaritmo de un número con magnitud normalizada entre uno y diez:
{\displaystyle \operatorname {frac} (x)=x-\lfloor x\rfloor }
Se ha de tener en cuenta que no es tan "intuitivo" para el caso de los números negativos.
La denominación adecuada para esta funcionalidad es valor fraccionario o parte fraccionaria (en inglés, "fractional value" o "fractional part").

### Ejemplos
- La mantisa de log10(500) es 0,69897, con característica 2, pues:

{\displaystyle \scriptstyle \log _{10}(500)} = {\displaystyle \scriptstyle \log _{10}\left(10^{2}\times 5\right)} = 2 + {\displaystyle \scriptstyle \log _{10}(5)} {\displaystyle \approx } 2 + 0,69897 = 2,69897
- La mantisa de log10(123.7) es 0.09237, con característica 2, pues:

{\displaystyle \scriptstyle \log _{10}(23.7)} = {\displaystyle \scriptstyle \log _{10}\left(10^{2}\times 1.237\right)} = {\displaystyle \scriptstyle \log _{10}\left(10^{2}\right)+\log _{10}\left(1.237\right)} {\displaystyle \approx } 2 + 0.09237 = 2.09237
- La mantisa de log10(0.012) es 0.07918, con característica -2, pues:

{\displaystyle \scriptstyle \log _{10}(0.012)} = {\displaystyle \scriptstyle \log _{10}\left(10^{-2}\times 1.2\right)} = {\displaystyle \scriptstyle \log _{10}\left(10^{-2}\right)+\log _{10}\left(1.2\right)}= {\displaystyle \scriptstyle -2+\log _{10}(1.2)} {\displaystyle \approx } -2 + 0.07918 = -1.92082
- La mantisa de log10(0.008) es 0,90309, con característica -3, pues:

{\displaystyle \scriptstyle \log _{10}(0.008)} = {\displaystyle \scriptstyle \log _{10}\left(10^{-3}\times 8\right)} = -3 + {\displaystyle \scriptstyle \log _{10}(8)} {\displaystyle \approx } -3 + 0,90309 = -2,09691

## Fuente consultada
- A. Bouvier, M. George (2005). Diccionario Akal de matemáticas. AKAL. ISBN 84-460-1254-5.

- Datos: Q1096921